# Il seminatore
Il seminatore (in sloveno: Sejalec) è un dipinto realizzato dal pittore sloveno Ivan Grohar.
Il dipinto è una metafora che rappresenta la Slovenia come una nazione vigorosa in cammino verso un futuro incerto.
Il dipinto è rappresentato nella facciata nazionale della moneta da 5 centesimi.